# (400211) 2007 BE61
(400211) 2007 BE61 es un asteroide perteneciente al cinturón de asteroides, descubierto el 27 de enero de 2007 por el equipo del Mount Lemmon Survey desde el Observatorio del Monte Lemmon, Arizona, Estados Unidos.

## Designación y nombre
Designado provisionalmente como 2007 BE61.

## Características orbitales
2007 BE61 está situado a una distancia media del Sol de 2,918 ua, pudiendo alejarse hasta 2,950 ua y acercarse hasta 2,886 ua. Su excentricidad es 0,011 y la inclinación orbital 8,469 grados. Emplea 1821,12 días en completar una órbita alrededor del Sol.

## Características físicas
La magnitud absoluta de 2007 BE61 es 16,2.